# Zelus cervicalis
Zelus cervicalis är en insektsart som beskrevs av Carl Stål 1872. Zelus cervicalis ingår i släktet Zelus och familjen rovskinnbaggar. Inga underarter finns listade i Catalogue of Life.